# مايلز براون
مايلز براون (بالإنجليزية: Devon Myles Brown) هو سباح جنوب أفريقي، ولد في 21 مايو 1992.

## روابط خارجية
- مايلز براون على موقع الاتحاد الدولي للسباحة (الإنجليزية)
- مايلز براون على موقع SwimRankings.net (الإنجليزية)
- مايلز براون على موقع اللجنة الأولمبية الدولية (الإنجليزية)
- مايلز براون على موقع أوليمبيديا (الإنجليزية)
- مايلز براون على موقع اتحاد ألعاب الكومنولث (مؤرشف) (الإنجليزية)
- مايلز براون على موقع دورة ألعاب الكومنولث 2014 (مؤرشف) (الإنجليزية)